# 黑眼蝶
黑眼蝶（学名：Ethope henrici），凤蝶科黑眼蝶属的一种，分布于中华人民共和国海南岛地区。
本种于2006年被收录入《海南省省级重点保护陆生野生动物名录》，2023年被收录入中国《有重要生态、科学、社会价值的陆生野生动物名录》。